# Écologie végétale
L’écologie végétale est une sous-discipline de l'écologie qui s'intéresse aux relations des végétaux entre eux et avec leur environnement (=leur habitat, ou encore biotope).
Sont ainsi étudiés les mécanismes et stratégies développés par les organismes végétaux pour s'adapter aux différentes combinaisons des facteurs écologiques (comme la température, la pression atmosphérique, les concentrations en minéraux, l'humidité, etc.) que l'on peut rencontrer dans la nature.
On s'intéresse ainsi à des phénomènes écologiques comme l'adaptation (ou l'accommodation) des végétaux au milieu et aux variations des conditions de vie dans ce milieu, la distribution des végétaux dans l'espace, les stratégies de survie ou de compensation de certaines carences (par exemple la symbiose algue / champignon qui forme le lichen).

## Applications
La connaissance des comportements écologiques des organismes végétaux est utilisée de nos jours en aménagement et génie écologique. Un exemple simple est la végétalisation des talus d'autoroutes, des sols de mines abandonnées, ou des sites pollués par exemple. Dans ces cas, la connaissance des préférences écologiques des plantes permet de choisir les espèces à utiliser, de façon à réduire les concentrations en éléments polluants.